# Accidente de Lockheed Martin KC-130 del Cuerpo de Marines de los Estados Unidos
El accidente del Cuerpo de Marines de los Estados Unidos de 2017 ocurrió alrededor de 16:00 de hora local. El lunes 10 de julio de 2017, cuando un avión Lockheed KC-130T Hércules del Cuerpo de Marines de Estados Unidos (USMC) se estrelló, matando a las 16 personas a bordo. El avión era del escuadrón 452 (VMGR-452) del transporte aéreo del reabastecimiento aéreo basado en la base de la guardia nacional del aire de Stewart, Nueva York. Los escombros de la aeronave se encontraron en el Condado de Leflore, Misisipi. El USMC publicó una declaración llamando al evento un "accidente".
El avión implicado era un buque cisterna de Lockheed KC-130T Hercules / transporte del cuerpo de marina de Estados Unidos construido en 1993, con el número de la oficina (BuNo.) 165000. El avión fue apodado Triple Nuts debido a la abreviada número "000" en su nariz. El avión fue entregado inicialmente a la fuerza aérea de Estados Unidos en 1993 y más tarde fue transferido a la marina de guerra de Estados Unidos y después asignado al Cuerpo del Marines de los Estados Unidos. Fue dañado en el suelo durante una tormenta el 1 de junio de 2004 en la Base Aérea de la Base Aérea Naval Fort Worth, Texas. Como resultado de la tormenta, fue lanzado sobre su ala de puerto, dañando una vaina de reabastecimiento. Fue rápidamente reparado y puesto de nuevo en servicio.
Se informó de que el accidente había sufrido una explosión en vuelo y una ruptura en el aire a una altitud de alrededor de 6,000 m (6,100 m) mientras se encontraba en ruta desde la Estación Aérea Marine Corps, Cherry Point, en Carolina del Norte, hasta Naval Air Facility El Centro, California, antes de que se estrellara 85 millas (137 kilómetros) al norte de Jackson, Misisipi, matando a los dieciséis ocupantes. Los escombros se extendieron en un radio de 8 kilómetros desde el lugar del accidente y los bomberos que asistieron al sitio del accidente utilizaron 4.000 galones estadounidenses (15.000 litros) de espuma para extinguir el incendio después del accidente.

## Investigación
Según el informe del accidente publicado por el USMC, el accidente fue causado por reparaciones inadecuadas realizadas en 2011 en una pala de hélice corroída. Si bien la aeronave no estaba equipada con una grabadora de datos de vuelo o una grabadora de voz de cabina, los investigadores pudieron determinar a través de la evidencia disponible y los datos de ingeniería que la cuchilla, perteneciente al motor interior izquierdo, falló mientras la aeronave estaba navegando a 20,000 pies. Pasó por el lado izquierdo del fuselaje y se incrustó en la pared interior derecha del compartimento de pasajeros. La cuchilla que golpeó el fuselaje creó un choque que viajó a través del avión y provocó que la hélice y parte de la caja de cambios del motor interior derecho se separaran e impactaran el fuselaje delantero derecho, "momentáneamente incrustado en la sección superior derecha", antes de golpear. y quitando la mayor parte del estabilizador horizontal derecho. El fuselaje, incluida la cubierta de vuelo, separados en un punto 19 pies adelante del borde de ataque de la caja de ala. El resto de la sección del fuselaje por delante de la caja del ala fue rápidamente desgarrado por las fuerzas aerodinámicas, después de lo cual el resto de la aeronave descendió rápidamente al suelo.